# Côte d'Or FC
El Côte d'Or Football Club és un club de futbol de la ciutat de Praslin, Seychelles. Vesteix amb uniforme taronja.

## Palmarès
- Lliga seychellesa de futbol:[3]

2013, 2016, 2018, 2024/25